# Kodizill
Ein Kodizill  war eine im österreichischen Rechtswesen definierte einseitige, jederzeit widerrufliche letztwillige Anordnung, die im Gegensatz zum Testament keine Erbeinsetzung, sondern bloß andere Verfügungen enthielt. Ein Kodizill konnte zum Beispiel der Ernennung eines Vermächtnisnehmers dienen. Mit Inkrafttreten des Erbrechts-Änderungsgesetzes 2015 am 1. Jänner 2017 wurde der Begriff des Kodizills durch „sonstige letztwillige Verfügungen“ ersetzt. 

## Geschichte
Der Begriff Kodizill in seiner heutigen Bedeutung entstammt dem römischen Recht der Kaiserzeit. Anders als das Libraltestament und dessen weiterentwickelte Formen des Siebenzeugen- oder Soldatentestaments, war das Kodizill nach römischer Rechtsauffassung kein testamentum. Es war vielmehr ein Schriftstück, das den strengen Formgeboten für ein Testament nicht genügte, weil beispielsweise nicht die notwendige Anzahl von Zeugen herangezogen worden war. Gleichwohl konnte das Kodizill ein Testament ersetzen oder als ergänzende Auslegungshilfe herangezogen werden. Allein die Erbeinsetzung selbst, durfte im Kodizill nicht enthalten sein. Im Kodizill enthaltene ergänzende Anordnungen galten als Teil des Testaments. Ebenso konnte das Testament auf ein zuvor oder danach entstandenes Kodizill verweisen.
Erstmals behandelte Augustus einen formlosen testamentarischen Nachtrag als gültige Verfügung, was fortan Schule machte. Neben dem streng formgebundenen Testament entstand das Kodizill als eine minder förmliche Art letztwilliger Verfügungen. Häufig war es als Brief an den „Belasteten“ formuliert. Ein „Intestatkodizill“ war eine fideikommissarische Anordnung des Erblassers. In diesem Fall hatte der Erblasser kein Testament hinterlassen. Ein Intestatkodizill war flexibel handhabbar und formlos möglich. Die Wirksamkeit des Kodizills hing ursprünglich von der Wirksamkeit des Testaments ab (Akzessorietät), ein Fehlschlagen des Testaments führte zur Unwirksamkeit des Kodizills. Erst die klassischen Juristen akzeptierten die Anordnung der Wirksamkeit des Kodizills auch bei Unwirksamkeit des Testaments als  Kodizillarklausel. Einen bloßen Testamentsentwurf als Kodizill aufrechtzuerhalten, wies Ulpian allerdings als unzulässig zurück, wenn die finale Testamentserrichtung durch vorgreifenden Tod des Testators vereitelt war.
Das Kodizill wurde später ins gemeine Recht übernommen, wo es sich beispielsweise im preußischen Allgemeinen Landrecht wiederfand. Es galten dieselben Formvorschriften wie für ein Testament.
Früher wurde das Wort auch für einen Zusatz zu völkerrechtlichen Verträgen verwendet, zum Beispiel das Lappen-Codicill als Zusatz zum Grenzvertrag zwischen den Königreichen Norwegen und Schweden von 1751.
Im österreichischen Erbrecht ist der Begriff „Kodizill“ mit dem Erbrechts-Änderungsgesetz 2015, das zum 1. Jänner 2017 in Kraft trat, entfallen. Bis dahin lautete § 533 ABGB:
Anordnungen ohne Erbeinsetzung werden heute als „sonstige letztwillige Verfügungen“ bezeichnet. Wird hingegen in einer letztwilligen Verfügung eine Erbeinsetzung getroffen, heißt diese weiterhin Testament.
Im deutschen Recht wird der Begriff heutzutage nicht mehr verwendet. Nach dem Erbrecht Liechtensteins ist der Begriff des Kodizills nach wie vor aktuell.